# St Martin's Theatre
St Martin's Theatre es un Teatro del West End que ha escenificado la producción de La ratonera (The Mousetrap en inglés) desde marzo de 1974, convirtiéndolo en el show de funcionamiento continuo más largo del mundo.
El teatro está localizado en West Street, cerca de Shaftesbury Avenue, en West End de Londres. Fue diseñado por W. G. R. Sprague como uno de un par de teatros, junto con el Ambassadors Theatre, también en West Street. Richard Verney, 19º Barón Willoughby de Broke, junto a B. A. (Bertie) Meyer, encargó a Sprague diseñar los teatros. Pese a que el Ambassadors Theatre se abrió en 1913, la construcción del St Martin's fue retrasada por el comienzo de la Primera Guerra Mundial. El teatro es todavía, en parte, propiedad de Lord Willoughby de Broke, con Stephen Waley-Cohen.
La primera producción en el St Martin's fue la espectacular "comedia musical eduardiana" Houp La!, protagonizada por Gertie Millar, que se inauguró el 23 de noviembre de 1916. El productor fue el empresario Charles B. Cochran, quien tuvo un contrato de 21 años en el nuevo teatro.
Muchos actores famosos han pasado a través del St Martin's. En abril de 1923, Basil Rathbone interpretó Harry Domain en R.U.R. y en junio de 1927, Henry Daniell apareció allí como Gregory Brown en Meet the Wife. Los éxitos en el teatro incluyeron la obra de Hugh Williams The Grass is Greener (más tarde una película), The Wrong Side of the Park de John Mortimer y en 1970, el thriller  Sleuth.
Después de Cochran, Bertie Meyer dirigió el teatro intermitentemente hasta 1967, cuando su hijo R. A. (Ricky) Meyer se convirtió en administrador para las dos siguientes décadas. El St Martin's fue clasificado como Grado II por English Heritage en marzo de 1973.
En marzo de 1974, La ratonera de Agatha Christie fue transferido del Ambassadors Theatre al St Martin's, donde continúa la obra, manteniendo el récord por el más largo show de funcionamiento continuo en el mundo. Ha excedido las 25.000 actuaciones en el St Martin's.